# Чутівська ЗОШ I—III ступенів
Опорний заклад "Чутівська ЗОШ І-ІІІ ступенів Чутівської районної ради Полтавської області" —  заклад загальної середньої освіти  в смт. Чутове Полтавської області.

## Загальні дані
Опорний заклад "Чутівська ЗОШ І-ІІІ ступенів" є власністю територіальних громад Чутівського району, та підпорядкована Чутівській районній раді Полтавської області.
Навчальний заклад розташований за адресою:
вул. Центральна (кол. Леніна), буд. 2, смт Чутове - 38 800 (Полтавська область, Україна).
Централізоване фінансування закладу здійснюється відділом освіти Чутівської РДА. 
Станом на 05.09.2019 року учнівський контингент школи становить 619 учнів, який поділено на 29 класокомплектів. Середня наповнюваність класів становить 23 учні. Персонал складається з 51 вчителя та 25 обслуговуючих працівників. 
Керівництво здійснюється адміністрацією школи: 
- Качала Тетяна Володимирівна, директор;
- Рябко Алла Миколаївна, заступник директора по НВР;
- Старокольцева Раїса Іванівна, заступник директора по НВР;
- Шевченко Олег Володимирович, заступник директора по ГР .

## З історії школи

### Від економічного училища до середньої школи
Історія освіти в Чутовому розпочинається зі створення у 1838 році за наполяганням керуючого помістям Гаріна і за участі духовного отця Георгія Пономарьова економічного училища для хлопчиків, яке пізніше, разом з новоствореним жіночим Олексіївським училищем, дало початок розвитку шкільної освіти.  
До 1924 року школа була чотирирічною, а в 1937 році вперше відбувся випуск 10 класу Чутівської середньої школи. 
Кілька старих приміщень школи, які були розкидані по центру селища, не задовольняли потреби у навчанні великої кількості дітей, тому в 1967 році було збудоване нове приміщення школи, яке використовується і донині. 
Багато видатних педагогів з того часу створювали велич Чутівської школи; це Шимко І.І., Коркішко Л.С., Кульчицька П.Я., Бебех Г.О., Панасенко В.М., Кропива Л.П. та багато інших. 
У радянські часи школа жила надзвичайно активним життям: працював клуб інтернаціональної дружби, який очолювала вчитель німецької мови Карпенко Діна Іванівна,  ляльковий театр - керівник Кульчицька Парасковія Яківна, потужні піонерська та комсомольські організації, клуб "Пошук", керівник Сиднюк Раїса Іванівна. Членами клубу знайдено родичів похованих у братській могилі радянських воїнів. Автор цих рядків був активним учасником пошукової роботи.  Для дозвілля учнів були створені гуртки ракетного моделювання, театральної майстерності, спортивні секції з вільної боротьби, легкої атлетики тощо. Для тих школярів, які обрали на майбутнє професію педагога, працював гурток "Юний педагог" (Котко Л. Ф.).

### Сьогодення Чутівської школи
Останнім часом (1990—2000-і рр.) Чутівська школа зазнала якісних та структурних змін, постійно відбувалось впровадження інноваційних технологій навчання та виховання школярів. 
У 1996 році Чутівська загальноосвітня школа І-ІІІ ступенів відзначила свій 150-літній ювілей.
Нині (2010-ті) матеріальна база для проведення навчально-виховного процесу є досить потужною — 36 класних кімнат та навчальних кабінетів, розміщені у трьох навчальних корпусах. До послуг учнів та вчителів три сучасні комп'ютерні кабінети, які цілодобово підключені до мережі Інтернет.
Уроки трудового навчання проходять у обладнаних майстернях слюсарної, столярної справи та обслуговуючої праці. Фізкультура, спортивні секції відбуваються у спортивному залі та на обладнаному спортмайданчику, що містить спортивні споруди, три поля для ігрових видів спорту. 
Учні молоших класів забезпечені свіжим харчуванням, старші учні та працівники можуть скористатися послугами буфету. 
Виховні заходи, шкільні свята проходять у великому актовому залі. 
Кваліфіковану медичну допомогу надає шкільна медсестра та дитячий стоматолог, які працюють у обладнаних кабінетах. Психологічний супровід дітей здійснює штатний психолог школи. 
Обігріває приміщення взимку шкільна котельня. 
У Чутівській школі постійно відбуваються виховні заходи; двічі на місяць організовуються вечори відпочинку старшокласників, дискотеки тощо. Традиційними стали такі шкільні позакласні заходи як «Нумо, хлопці!», «Нумо, дівчата!», новорічний бал-маскарад, вечір до Дня закоханих, вечір гумору, «Останній бал Наталки», конкурс художньої самодіяльності, предметні тематичні вечори та КВК. 
Щороку учні Чутівської школи стають переможцями, призерами районних та обласних змагань, предметних олімпіад, поступаючись лиш учням Артемівської школи, різноманітних конкурсів, чим сприяють покращенню рейтингу школи та Чутівського району серед освітянських закладів.
Згідно з реформою НУШ Чутівська ЗОШ І-ІІІ ступенів є опорним загальноосвітнім навчальним закладом (станом на осінь 2019 року).